# Bernard de Montfaucon
Bernard de Montfaucon (født 16. januar 1655 på slottet Soulage i Languedoc, Frankrig, død 21. december 1741 i Paris) var en fransk lærd og palæograf.
Efter først at have tjent i den franske hær trådte han 1676
ind i Benediktinerordenen og erhvervede sig en
grundig og omfattende lærdom; derpå opholdt han sig
1698-1700 i Italien for sine studiers skyld og
trak sig derpå tilbage til klostret Saint-Germain-des-Prés
i Paris.
Montfaucon har efterladt en mængde lærde, på
omhyggelige studier grundede værker, blandt andet
L’Antiquité expliquée et représentée en figures
(15 bd, 1719-24), Les monuments de la monarchie française
(5 bd, 1729-33), Palæographia græca (1708),
Bibliotheca bibliothecarum manuscriptorum nova (2 bd, 1739).
Montfaucon udgav blandt andet værker af Athanasius, Origenes og Johannes Chrysostomos.
Betydning
1708 offentliggjorde Bernard Palaeographia graeca, en lærebog til gamle græske skrifter; han havde dertil undersøgt henved 11.000 håndskrifter, og gælder således som grundlæggeren af den græske palæografi. 1719 blev han medlem af Académie des Inscriptions et Belles-Lettres.
Litteratur anvendt af V. Schmidt i Salmonsen:
E. de Broglie: Bernard de Montfaucon, Paris 1891

## Værker
- Analecta graeca, sive varia opuscula graeca inedita (Paris, 1688)
- S. Athanasii opera omnia (Paris, 1698)
- Diarium italicum (Paris, 1702)
- Bibliotheca Coisliniana (Paris, 1705)
- Collectio nova patrum graecorum (1706)
- Palaeographia graeca (1708)
- Bibliotheca Coisliniana olim Segueriana, Paris: Ludovicus Guerin & Carolus Robustel, (Paris, 1715)
- Bibliotheca Coisliniana, olim Segueriana
- L'antiquité expliquée et representée en figures (vols. 1-15, Paris, 1719-[1724)
- Les monuments de la monarchie française (vols. 1-5, Paris, 1729-1733)
- S. I. Chrisostomi opera omnia (Paris, 1718-1738; new edition 1735-1740)
- Bibliotheca bibliothecarum manuscriptorum nova (vols. 1-2, Paris, 1739)